# The Expanse: A Telltale Series
The Expanse: A Telltale Series — графическая приключенческая игра, разработанная Deck Nine и Telltale Games в сотрудничестве с Alcon Entertainment. Игра расширяет историю ТВ-сериала «Экспансия». Релиз состоялся 27 июля 2023 года на Windows, Xbox Series X/S, Xbox One, PlayStation 4, PlayStation 5.

## Сюжет
Камина Драммер человек, не родившегося ни на одной из знакомых человеку планет. Она является старшим офицером космического корабля «Артемида». Внезапно на борту вспыхивает кровавый мятеж. Камине приходится делать непростой выбор, за которым стоит судьба корабля и экипажа в целом.

## Разработка
В декабре 2021 года разработчики анонсировали игру на мероприятии The Game Awards показав дебютный трейлер.
23 августа 2022 года на Gamescom 2022 разработчики презентовали первый геймплейный трейлер, в котором раскрыли дату выхода игры. В трейлере показали перемещение по станции в невесомости и за её пределами, а также в открытом космосе.
17 февраля 2023 года на мероприятии IGN Fan Fest 2023 был продемонстрирован ещё один геймплейный трейлер. В мае 2023 года разработчики выпустили новый трейлер, в котором был показан игровой процесс, и сообщили точную дату выхода игры — 27 июля 2023 года. 1 мая был выпущен сюжетный трейлер первого эпизода. 27 июля 2023 года вышел первый эпизод игры.
21 сентября 2023 был выпущен последний, 5 эпизод.

## Критика

### До релиза
Тайлер Уайлд из PC Gamer после выхода первого трейлера игры отметил, что проект выглядит «прилично, особенно в невесомости».

### После релиза
| Сводный рейтинг | Сводный рейтинг |
| Агрегатор       | Оценка          |
| --------------- | --------------- |
| Metacritic      | 75/100          |
| OpenCritic      | 75/100          |

The Expanse: A Telltale Series получила преимущественно положительные отзывы, согласно агрегатору рецензий Metacritic.